# Eric M. Moormann
Eric Maria Moormann (* 9. Januar 1955 in Boxmeer) ist ein niederländischer Klassischer Archäologe.

## Leben
Er erhielt im Jahr 1980 seinen doctoraal in Altphilologie und Klassischer Archäologie an der Universität Nijmegen. 1986 promovierte er an derselben Universität mit einer Dissertation über die Beziehung zwischen antiker Skulptur und römischer Wandmalerei. Ab 1987 arbeitete Moormann als Dozent für Klassische Archäologie an der Universiteit van Amsterdam. Darüber hinaus hatte er verschiedene Positionen im Ausland inne: von 1992 bis 1997 arbeitete er als Archäologe und Interimsdirektor am Niederländischen Institut in Rom, 1997 an der Universität Bologna, und von 2000 bis 2001 war er Interimsdirektor des Niederländischen Instituts in Athen.
Von 2002 bis zu seinem Ruhestand 2021 war er Professor für Klassische Archäologie an der Radboud-Universität Nijmegen. Er war aktiv an Ausgrabungen in der Via Appia beteiligt und ist Spezialist auf dem Gebiet der Archäologie in Rom, Pompeji und Herculaneum.

## Schriften (Auswahl)
- La pittura parietale romana come fonte conoscenza per la scultura antica. Assen 1988, ISBN 90-232-2315-2.
- mit Wilfried Uitterhoeve: Van Achilleus tot Zeus. Thema’s uit de klassieke mythologie in literatuur, muziek, beeldende kunst en theater. Nijmegen 1992, ISBN 90-6168-272-X.
  - deutsch: Lexikon der antiken Gestalten mit ihrem Fortleben in Kunst, Dichtung und Musik. Übersetzt von Marinus Pütz. Kröner, Stuttgart 1995, ISBN 3-520-46801-8.
- Ancient sculpture in the Allard Pierson Museum. Amsterdam 2000, ISBN 90-71211-32-0.
- Een goddelijk interieur. Geschilderde decoraties in heiligdommen in de Romeinse wereld. Amsterdam 2003, ISBN 90-5875-113-9.
- Nerone, Roma e la Domus aurea. Unione Internazionale degli Istituti di Archeologia, Storia e Storia dell’Arte in Roma / Arbor Sapientiae Editore, Rom 2020, ISBN 978-88-31341-13-4.